# Tankokljuni zovoj
Tankokljuni zovoj (lat. Ardenna tenuirostris, ranije Puffinus tenuirostris) je vrsta morske ptice iz porodice zovoja. 
Naseljava Tasmaniju i obale južne Australije. Prezimljava na sjeveru Japana, blizu Aleutskih otoka, a nekad migrira i prema Beringovu prolazu. Gnijezdi se na obalnim otocima. Hrani se ribama, rakovima i lignjama.

## Vanjske poveznice
|  | Zajednički poslužitelj ima stranicu o temi Ardenna tenuirostris    |
|  | Zajednički poslužitelj ima još gradiva o temi Ardenna tenuirostris |
|  | Wikivrste imaju podatke o taksonu Ardenna tenuirostris             |